# Charmé
Charmé és un municipi francès situat al departament del Charente i a la regió de la Nova Aquitània. L'any 2007 tenia 387 habitants.

## Demografia

### Població
El 2007 la població de fet de Charmé era de 387 persones. Hi havia 166 famílies de les quals 49 eren unipersonals (8 homes vivint sols i 41 dones vivint soles), 79 parelles sense fills, 21 parelles amb fills i 17 famílies monoparentals amb fills.
La població ha evolucionat segons el següent gràfic:
Habitants censats

### Habitatges
El 2007 hi havia 232 habitatges, 178 eren l'habitatge principal de la família, 33 eren segones residències i 21 estaven desocupats. 223 eren cases i 3 eren apartaments. Dels 178 habitatges principals, 152 estaven ocupats pels seus propietaris, 22 estaven llogats i ocupats pels llogaters i 4 estaven cedits a títol gratuït; 3 tenien una cambra, 6 en tenien dues, 23 en tenien tres, 45 en tenien quatre i 102 en tenien cinc o més. 150 habitatges disposaven pel capbaix d'una plaça de pàrquing. A 90 habitatges hi havia un automòbil i a 69 n'hi havia dos o més.

### Piràmide de població
La piràmide de població per edats i sexe el 2009 era:
| Homes | Edats   | Dones |
| ----- | ------- | ----- |
| 0     | 95 o +  | 0     |
| 0     | 90 a 94 | 4     |
| 4     | 85 a 89 | 8     |
| 4     | 80 a 84 | 0     |
| 4     | 75 a 79 | 8     |
| 8     | 70 a 74 | 12    |
| 16    | 65 a 69 | 12    |
| 16    | 60 a 64 | 16    |
| 16    | 55 a 59 | 16    |
| 24    | 50 a 54 | 20    |
| 16    | 45 a 49 | 16    |
| 8     | 40 a 44 | 20    |
| 12    | 35 a 39 | 8     |
| 8     | 30 a 34 | 12    |
| 8     | 25 a 29 | 0     |
| 4     | 20 a 24 | 16    |
| 8     | 15 a 19 | 8     |
| 40    | 10 a 14 | 12    |
| 20    | 5 a 9   | 8     |
| 8     | 0 a 4   | 8     |

## Economia
El 2007 la població en edat de treballar era de 231 persones, 135 eren actives i 96 eren inactives. De les 135 persones actives 113 estaven ocupades (60 homes i 53 dones) i 21 estaven aturades (11 homes i 10 dones). De les 96 persones inactives 59 estaven jubilades, 9 estaven estudiant i 28 estaven classificades com a «altres inactius».

### Ingressos
El 2009 a Charmé hi havia 161 unitats fiscals que integraven 361,5 persones, la mediana anual d'ingressos fiscals per persona era de 13.708 €.

### Activitats econòmiques
Dels 21 establiments que hi havia el 2007, 1 era d'una empresa extractiva, 3 d'empreses de fabricació d'altres productes industrials, 5 d'empreses de construcció, 2 d'empreses de comerç i reparació d'automòbils i 10 d'empreses de serveis.
Dels 6 establiments de servei als particulars que hi havia el 2009, 1 era un taller de reparació d'automòbils i de material agrícola, 2 paletes, 1 guixaire pintor i 2 electricistes.
L'any 2000 a Charmé hi havia 20 explotacions agrícoles que ocupaven un total de 1.045 hectàrees.

## Equipaments sanitaris i escolars
El 2009 hi havia una escola elemental integrada dins d'un grup escolar amb les comunes properes formant una escola dispersa.

## Poblacions més properes
El següent diagrama mostra les poblacions més properes.